# 前田正博 (陶芸家)
前田 正博（まえだ まさひろ、1948年〈昭和23年〉2月16日 - ）は、日本の陶芸家。
東京芸術大学大学院を修了後、色絵磁器作家として創作活動を続ける。茨城県立笠間陶芸大学校 顧問、日本陶芸美術協会副幹事長、日本工芸会正会員。

## 経歴
1948年、京都府熊野郡久美浜町（現・京丹後市）に生まれる。少年時代から絵を描くことを好み、絵画を志す。1969年、東京藝術大学美術学部工芸科に入学。翌年4～5月に東京国立近代美術館で開催された「富本憲吉遺作展」に感化され、3年生から陶芸を専攻する。当時の指導教授には、のちに色絵磁器の重要無形文化財保持者に指定される藤本能道がいた。また、評論家の林屋晴三が東洋陶磁の講義を行っていた。
1973年、東京藝術大学美術学部工芸科陶芸専攻卒業。同年、大学院美術研究科陶芸専攻に進み、色絵磁器の制作に取り組む。1975年、大学院を修了。同年、第22回日本伝統工芸展に《赤絵魚紋大鉢》を出品し、初入選する。1977年、横浜市鶴見区北寺尾に築窯（-1993年）し、写生を文様の出発点にする伝統的な色絵ではなく、花鳥をモチーフにした自由画をそのまま意匠化する色絵を模索するようになる。1980年、東京・赤坂の現代陶芸寛土里で初個展を開く。現在も前田作品のトレードマークとなっているフクロウ（ミミズク）の文様はこの頃生まれた。以降、日本橋三越本店など都内および全国各地の百貨店や工芸サロンで個展を開催。日本伝統工芸展には1984年までに４回入選し、日本工芸会正会員となる。
80年代後半から、伝統的な色絵磁器に使用される上絵具の代わりに、ガラス質の少ない洋絵具を器に施すようになる。マスキングテープを使いながら絵具を二層、三層と塗り重ねたり、表層をかき落としたりすることで装飾的効果を高める色絵金彩・銀彩の磁器を制作。以降、「洋彩」と称されるこの技法が前田作品の核となる。洋彩の文様には、フクロウのほか、ヤシの木、パイナップル、サボテンなど、従来の色絵磁器には見られないモチーフが多く採られた。
2005年、工房を横浜市港北区新吉田町から東京都港区六本木に移転。作陶の傍ら、アマチュアが陶芸を気軽に楽しめる六本木磁器倶楽部を主宰。 この頃から洋彩の文様が抽象化するようになり、2007年以降は、黒と赤、黒と青、黒と銀というシンプルな色の対比で、格子文様や市松文様を全面に施す色絵磁器を中心に制作している。
2024年、「（神奈川県において）永年にわたり、陶芸家として優れた活動を行い、地域文化の振興に貢献」している功績により、文部科学大臣から地域文化功労者に表彰された。日本の陶芸界では海外からも注目される現代作家の一人であり、2023年には、米ニューヨーク市アッパー・イースト・サイドの画廊ジョーン・B・マービスで個展が開かれた。

## 受賞歴
- 1988年　第35回日本伝統工芸展　日本工芸会奨励賞
- 1998年　第38回伝統工芸新作展　奨励賞
- 2005年　第1回菊池ビエンナーレ展　優秀賞
- 2008年　第2回智美術館大賞 現代の茶陶展　優秀賞
- 2009年　第56回日本伝統工芸展　日本工芸会総裁賞
- 2010年　第17回MOA岡田茂吉賞展　MOA美術館賞
- 2011年　日本陶磁協会賞
- 2015年　第6回創造する伝統賞（http://www.jp-artsfdn.org/ 日本文化藝術財団]）
- 2017年　第37回伝統文化ポーラ賞 優秀賞（ポーラ伝統文化振興財団）
- 2019年　第68回神奈川文化賞（神奈川県・神奈川新聞社）
- 2020年　第69回横浜文化賞（横浜市）
- 2024年　地域文化功労者表彰（文化庁）

## 主な出品歴
- 1983年　今日の日本陶芸展 （スミソニアン博物館、ヴィクトリア＆アルバート美術館）
- 1991年　次代を拓く－新しい茶の造形展 （日本橋三越本店）
- 1992年　日本の陶芸「今」百選展 （三越エトワール・パリ、日本橋三越本店）
- 1994年　手の冒険展 （宮城県美術館）
- 1996年　国際交流基金 現代日本陶磁秀作アジア巡回展
- 2000年　前田正博展 （大心苑美術館）
- 2002年　神奈川の陶芸 うつわの美展 （神奈川県民ホールギャラリー）
- 2002年　現代の陶芸100年展 （岐阜県現代陶芸美術館）
- 2006年　現代陶芸の粋展 （茨城県陶芸美術館）
- 2007年　前田正博色絵磁器展（大山崎山荘美術館）
- 2009年　赤 黒 金 銀 緑 青　前田正博の色絵（菊池寛実記念 智美術館）
- 2013年　「カラフル×モノクロ 前田正博×日本画」展（佐野市立吉澤記念美術館）
- 2013年　工芸からKOGEIへ展（東京国立近代美術館 工芸館）
- 2016年　国際交流基金巡回展「現代日本の工芸」
- 2017年　平成の至寶八十三選（法相宗大本山 薬師寺）
- 2020年　工藝2020自然と美のかたち展（東京国立博物館 表慶館）
- 2021年　東京2020NIPPONフェスティバル「青・黄・黒・緑・赤 前田正博作陶50周年 色の風景展」(東京2020オリンピック・パラリンピック組織委員会、神奈川県)
- 2022年　現在ノ茶陶 水指ト茶碗テン15（緑ヶ丘美術館）
- 2022年　日本工芸会陶芸部会50周年記念 未来へつなぐ陶芸――伝統工芸のチカラ巡回展
- 2023年　展示会「LEGEND OF DIAMONDS」ギフト制作（ヴァンクリーフ＆アーペル）
- 2023年　Playing with Pattern MAEDA MASAHIRO（ジョーン・B・マービス）
- 2024年　前田正博展 色彩と模様のハーモニー（緑ヶ丘美術館）

## 主な役職
- 多摩美術大学非常勤講師（1979-1981年）
- 石川県立九谷焼技術研究所県県外講師（1984-2014年。2015年より名誉講師）
- 伝統工芸新作展鑑審査委員（1997年以降計5回）
- 日本伝統工芸展鑑審査委員（2002年以降計7回）
- 沖縄県立芸術大学非常勤講師（2011年-2017年）
- 東日本伝統工芸展鑑審査委員（2010年以降計4回）
- 日本工芸会東日本支部幹事長（2012年-2015年）
- 日本工芸会常任理事（2016年-2020年）
- 茨城県立笠間陶芸大学校顧問（2016年-）
- 日本陶芸美術協会参与（2024年-）

## パブリックコレクション
- 大山崎山荘美術館
- 茨城県陶芸美術館
- MOA美術館
- 菊池寛実記念 智美術館
- 国際交流基金
- 佐野市立吉澤記念美術館
- 東京美術倶楽部
- 法相宗大本山 薬師寺
- ウォルターズ美術館
- サンフランシスコ アジア美術館
- シカゴ美術館
- フィラデルフィア美術館
- ブルックリン美術館
- ミュージアム・オブ・アーツ・アンド・デザイン